# Notre-Dame de Smolensk

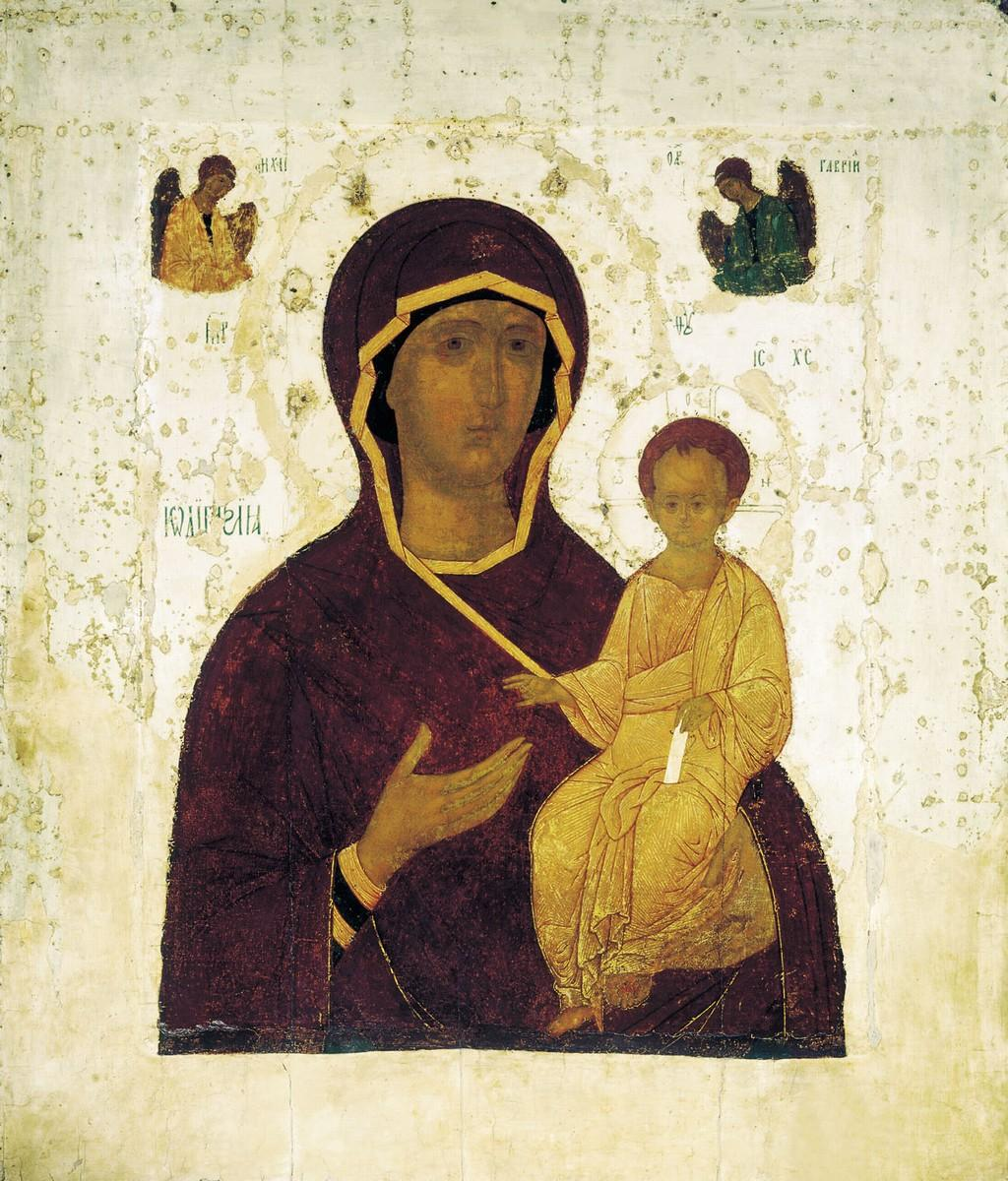
Icône de Notre Dame de Smolensk (1482) conservée au Musée russe de Saint-Pétersbourg

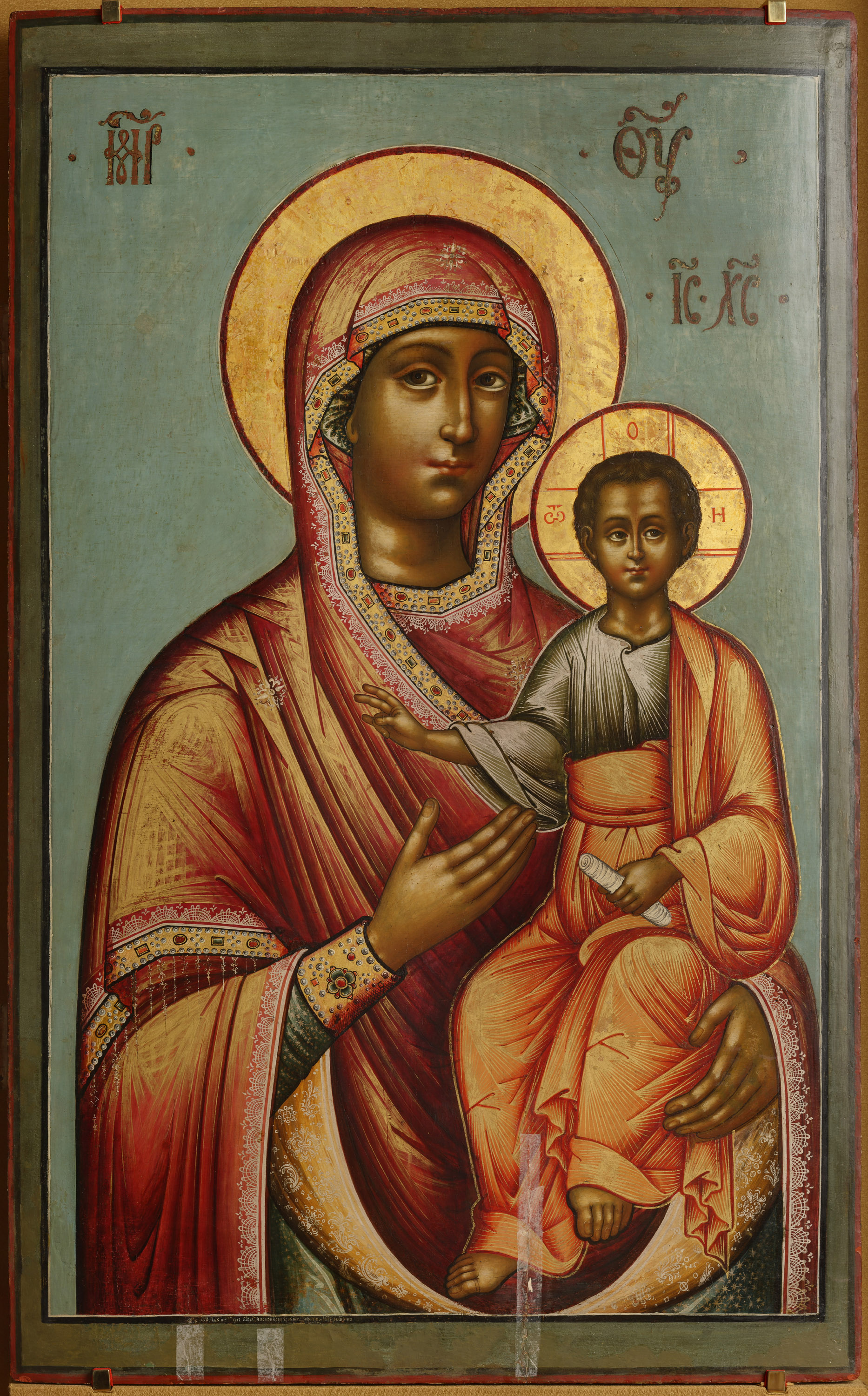
Icône de Notre Dame de Smolensk du XVIIe siècle

Notre-Dame de Smolensk ou l'icône de la Mère-de-Dieu de Smolensk est une icône miraculeuse vénérée par les orthodoxes, et spécialement en Russie.
Sa fête est le 28 juillet. En Russie, cette fête est célébrée selon le calendrier julien, soit actuellement le 10 août grégorien.

## Histoire
La tradition rapporte qu'une icône, que l'on estimait peinte par saint Luc lui-même et qui avait servi à bénir les rues de Constantinople par Constantin le Monomaque à l'occasion du mariage de sa fille avec le prince Vsevolod de Iaroslavl, est arrivée en Russie au XIe siècle. Vladimir le Monomaque la donne solennellement à la ville de Smolensk au XIIe siècle, où elle est vénérée à la cathédrale de la Dormition.
La tradition ecclésiale lui attribue la victoire lors du siège de la ville de Smolensk par les Tatares en 1239. L'icône est ensuite transportée à la cathédrale de l'Annonciation de Moscou en 1456, avant de retourner plus tard à Smolensk.
Plusieurs vénérables copies ont été peintes, dont celle du monastère de Novodiévitchi en 1524, lorsque Smolensk est revenue à la Russie, après avoir été soumise au grand-duc de Lituanie. L'icône est revenue à Moscou pendant la guerre de 1812 contre Napoléon, afin de protéger la ville. Elle fit le tour des murs de la Ville Blanche et du Kremlin avec les icônes miraculeuses de Notre-Dame Porte du Ciel (icône) et de Notre-Dame de Vladimir, le jour de la victoire de Russes à Borodino. 
Lorsque Moscou fut brûlée, l'icône fut envoyée à Iaroslavl puis à Smolensk. Elle se trouva alors à la cathédrale de la Dormition de Smolensk, et elle y resta même lorsque la cathédrale fut fermée en 1929. Elle fut prise par les Allemands, lorsqu'ils occupèrent la ville de 1941 à 1943. Et elle ne fut jamais plus retrouvée.

## Un type d'icône
Les icônes de Notre-Dame de Smolensk  présentent la Vierge et l'Enfant-Jésus assis sur le bras gauche de sa Mère. Le Vierge fait un signe de la main vers Jésus, comme pour montrer le chemin, tandis que son Fils bénit de sa main droite. Cette représentation de la Mère-de-Dieu est dite du type Odigitria. Elle est plus solennelle que Notre-Dame de Kazan. Le centre de la composition se déplace vers le Christ-Enfant qui se présente déjà comme Pantocrator.

## Sources
- (ru) Cet article est partiellement ou en totalité issu de l’article de Wikipédia en russe intitulé « Смоленская икона Божией Матери » (voir la liste des auteurs).